# Kovalevskiella kovalevskiana
Kovalevskiella kovalevskiana là một loài thực vật có hoa trong họ Cúc. Loài này được (Kirp.) Kamelin mô tả khoa học đầu tiên năm 1993.